# Horná Orava
Horná Orava este o arie protejată (arie de protecție specială avifaunistică — SPA) din Slovacia întinsă pe o suprafață de 58.738 ha, integral pe uscat.

## Localizare
Centrul sitului Horná Orava este situat la coordonatele 49°26′29″N 19°22′55″E / 49.44137°N 19.38189°E.

## Înființare
Situl Horná Orava a fost declarat arie de protecție specială avifaunistică în iulie 2003 pentru a proteja 4 specii de plante și 35 de specii de animale.

## Biodiversitate
Situată în ecoregiunea alpină, aria protejată conține 24 de habitate naturale: Păduri de fag Luzulo-Fagetum, Turbării active, Liziere de ierburi înalte hidrofile de câmpie și de nivel montan până la alpin, Râuri de munte și vegetația lor lemnoasă cu Salix elaeagnos, Pajiști alpine și boreale, Lacuri și iazuri distrofice naturale, Fânețe de joasă altitudine (Alopecurus pratensis, Sanguisorba officinalis), Păduri de fag Asperulo-Fagetum, Păduri aluvionare cu Alnus glutinosa și Fraxinus excelsior (Alno-Padion, Alnion incanae, Salicion albae), Pajiști boreale și alpine pe substrat silicios, Râuri de munte și vegetația erbacee de pe malurile acestora, Fânețe montane, Ape stătătoare oligotrofe până la mezotrofe, cu vegetație de Littorelletea uniflorae și/sau de Isoëto-Nanojuncetea, Mlaștini turboase de tranziție și turbării mișcătoare, Mlaștini oligotrofe degradate, capabile încă de regenerare naturală, Grohotișuri silicioase de la nivelul montan până la nivelul zăpezii (Androsacetalia alpinae și Galeopsietalia ladani), Pante stâncoase silicioase cu vegetație casmofită, Păduri acidofile de Picea de la nivel montan la nivel alpin (Vaccinio-Piceetea), Mlaștini împădurite, Peșteri inaccesibile publicului, Mlaștini alcaline, Formațiuni ierboase bogate în specii de Nardus, dezvoltate pe substraturi silicioase în zone montane (și în zone submontane, în Europa continentală), Râuri de munte și vegetația lor lemnoasă cu Myricaria germanica, Tufărișuri cu Pinus mugo și Rhododendron hirsutum (Mugo-Rhododendretum hirsuti).
La baza desemnării sitului se află mai multe specii protejate:
- plante (4): Aconitum firmum subsp. moravicum, Campanula serrata, papucul doamnei (Cypripedium calceolus), Tozzia carpathica
- păsări (26): minunița (Aegolius funereus), pescăruș albastru (Alcedo atthis), acvilă de munte (Aquila chrysaetos), cocoșul de mesteacăn (Bonasa bonasia), buha (Bubo bubo), caprimulg (Caprimulgus europaeus), barză albă (Ciconia ciconia), barză neagră (Ciconia nigra), acvilă-țipătoare-mică (Clanga pomarina), prepeliță (Coturnix coturnix), cristeiul de câmp (Crex crex), ciocănitoare neagră (Dryocopus martius), ciuvică (Glaucidium passerinum), sfrâncioc roșiatic (Lanius collurio), sfrâncioc mare (Lanius excubitor), cocoșul de mesteacăn (Lyrurus tetrix), viespar (Pernis apivorus), codroșul de pădure (Phoenicurus phoenicurus), ciocănitoare de munte (Picoides tridactylus), ciocănitoare verzuie (Picus canus), Porzana parva parva, cresteț pestriț (Porzana porzana), chiră de baltă (Sterna hirundo), huhurezul mic (Strix uralensis),  cocoș de munte (Tetrao urogallus), fluierarul cu picioare roșii (Tringa totanus)
- amfibieni (1): izvoraș-cu-burta-galbenă (Bombina variegata)
- mamifere (6): lupul (Canis lupus), castor (Castor fiber), vidră de râu (Lutra lutra), râs eurasiatic (Lynx lynx), liliac comun (Myotis myotis), urs brun (Ursus arctos)
- nevertebrate (2): libelule (Leucorrhinia pectoralis), Vertigo geyeri

Pe lângă speciile protejate, pe teritoriul sitului au mai fost identificate 89 de specii de plante, 5 specii de amfibieni, 6 specii de mamifere, 10 specii de nevertebrate, 2 specii de pești, 4 specii de reptile.